# جيرالد هاريسون
جيرالد هاريسون (8 أكتوبر 1883 في المملكة المتحدة - 10 أغسطس 1943 في المملكة المتحدة) (بالإنجليزية: Gerald Harrison)‏ هو لاعب كريكت بريطاني وبريطاني (وحمل سابقاً جنسية المملكة المتحدة لبريطانيا العظمى وأيرلندا). لعب مع نادي مقاطعة هامبشاير للكريكت ‏ وDevon County Cricket Club ‏ ونادي مارليبون للكريكت ‏.

## وصلات خارجية
- جيرالد هاريسون على موقع إي آس بي آن كريك إنفو (الإنجليزية)